# Isola Dovarese
Isola Dovarese (Ìzula in dialetto cremonese) è un comune italiano di 1 067 abitanti della provincia di Cremona, in Lombardia.

## Geografia fisica

### Territorio
Isola si trova su un piccolo terrazzamento a forma di goccia, proteso nella golena del fiume Oglio. È situato a 27 km a nord-est del capoluogo provinciale Cremona.

## Storia
Le acque dell'Oglio rendevano questo insediamento di particolare importanza. Già dal neolitico le popolazioni sfruttarono la posizione, riparata dalle frequenti esondazioni e dominante il guado. Dell'importanza strategica del luogo ci sono testimonianze della residenza di vari gruppi abitativi, culminata dalla presenza celtica nel terrazzamento a fronte quello di Isola.
Alla fine del IV secolo d.C. viene costruita una grande villa tardo imperiale, leggermente discosta dall'attuale centro abitato, su una posizione ancora più elevata. Oggi di quella imponente costruzione esistono le fondamenta e tracce dei materiali da costruzione.
In età altomedievale si afferma come punto d'approdo per le imbarcazioni che collegano il Po e il mar Adriatico provenienti da Occidente, si consolida la sua importanza come guado del fiume collegando così due sponde che poi saranno il confine naturale fra stati. Infatti la strada che qui attraversa il fiume è quella che giunge da Cremona e si dirige verso Asola ed il Lago di Garda.
Alla fine del Trecento Isola è composta da una rocca ed un borgo che sorge vicino ad una chiesa.
Nel 1322 Anna Dovara, discendente di Buoso da Duera, sposa Filippino Gonzaga, figlio di Ludovico I Gonzaga meglio conosciuto come Luigi, primo capitano del popolo di Mantova.
Nel 1405 la rocca viene distrutta durante una battaglia dalle truppe di Cabrino Fondulo. Forse in memoria di tale fatto i Dovara di Isola contrattano con i Gonzaga l'entrata del borgo nel dominio mantovano. Nel 1414 viene sancito definitivamente il patto con la signoria.
Isola si trova ad essere così una enclave territoriale circondata a sud e a ovest dalla signoria milanese e a nord dalla Repubblica di Venezia.
Nel 1476 i Dovara erigono il convento di San Bernardino, dove "può essere ospitata la famiglia Gonzaga".
Fra il 1587 e il 1590 viene edificata la nuova piazza per volere di Giulio Cesare Gonzaga.
Isola diventa parte del principato di Bozzolo e vi rimarrà sino alla fine del Settecento. Con l'arrivo prima di Maria Teresa d'Austria e poi di Napoleone subirà gli sconvolgimenti della storia sino al 1860, quando a seguito dell'unificazione del Regno d'Italia, diventerà comune della provincia di Cremona.

### Simboli
Lo stemma e il gonfalone sono stati concessi con DPR del 12 settembre 1953.
da Comune.»
La losanga d'oro rappresenta "l'isola" del territorio comunale;
la parte inferiore del troncato riprende lo stemma della famiglia ghibellina cremonese dei da Dovara (fasciato di nero e d'argento; col capo d'oro, carico di un'aquila di nero, coronata d'oro).
Il gonfalone è un drappo interzato in palo d'azzurro, di nero e di bianco.

## Monumenti e luoghi d'interesse

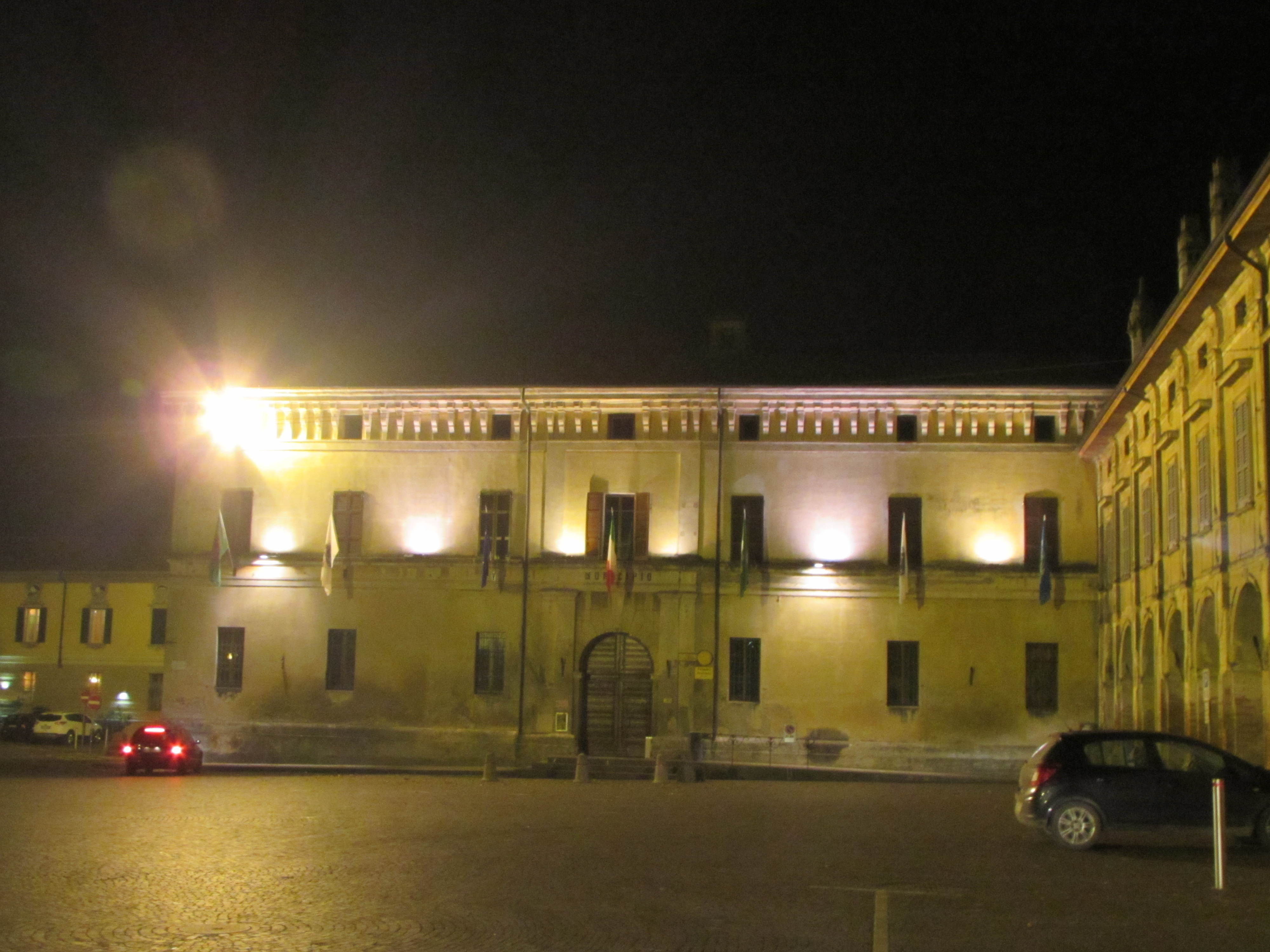
Piazza Matteotti di sera

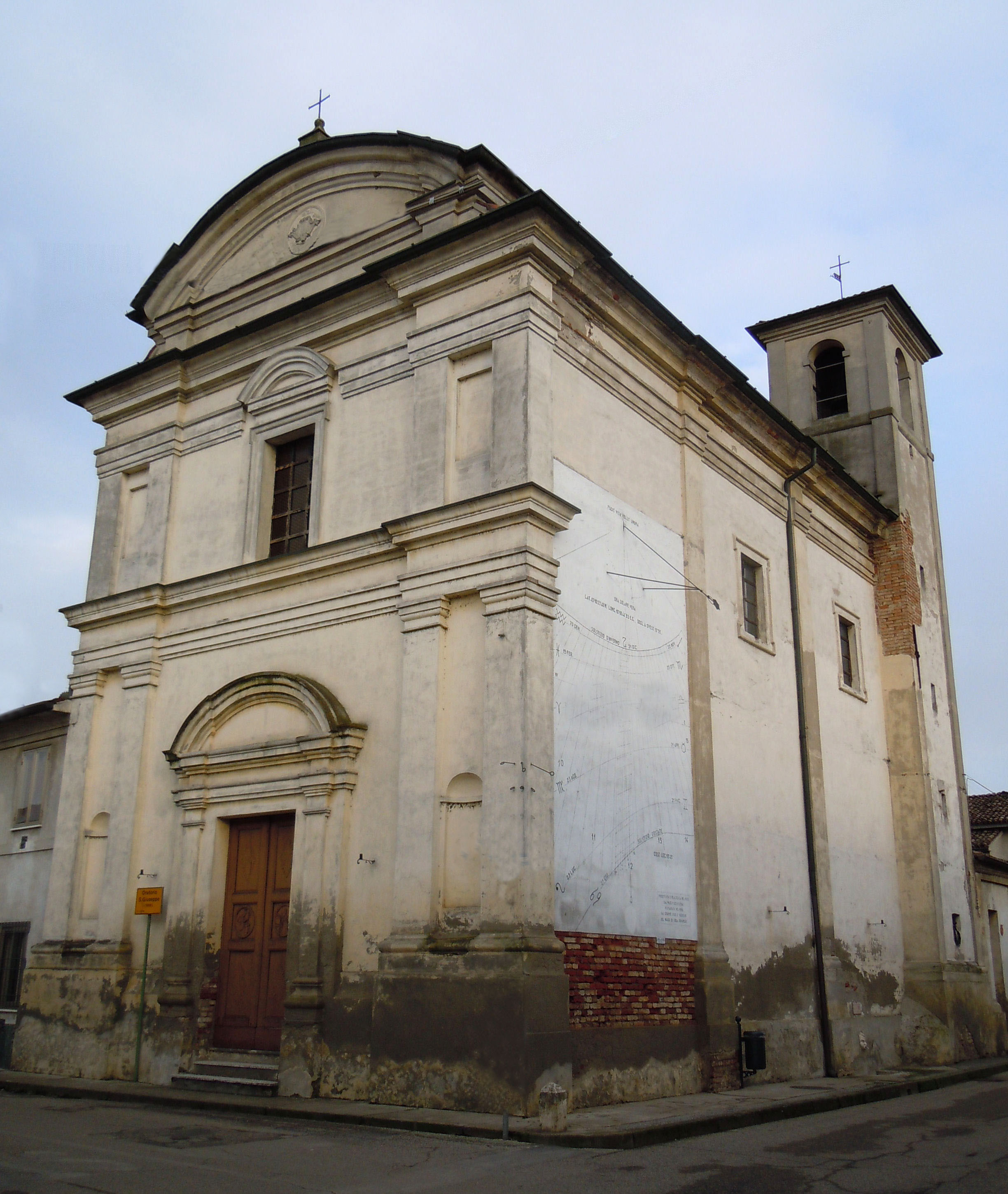
Oratorio di S. Giuseppe

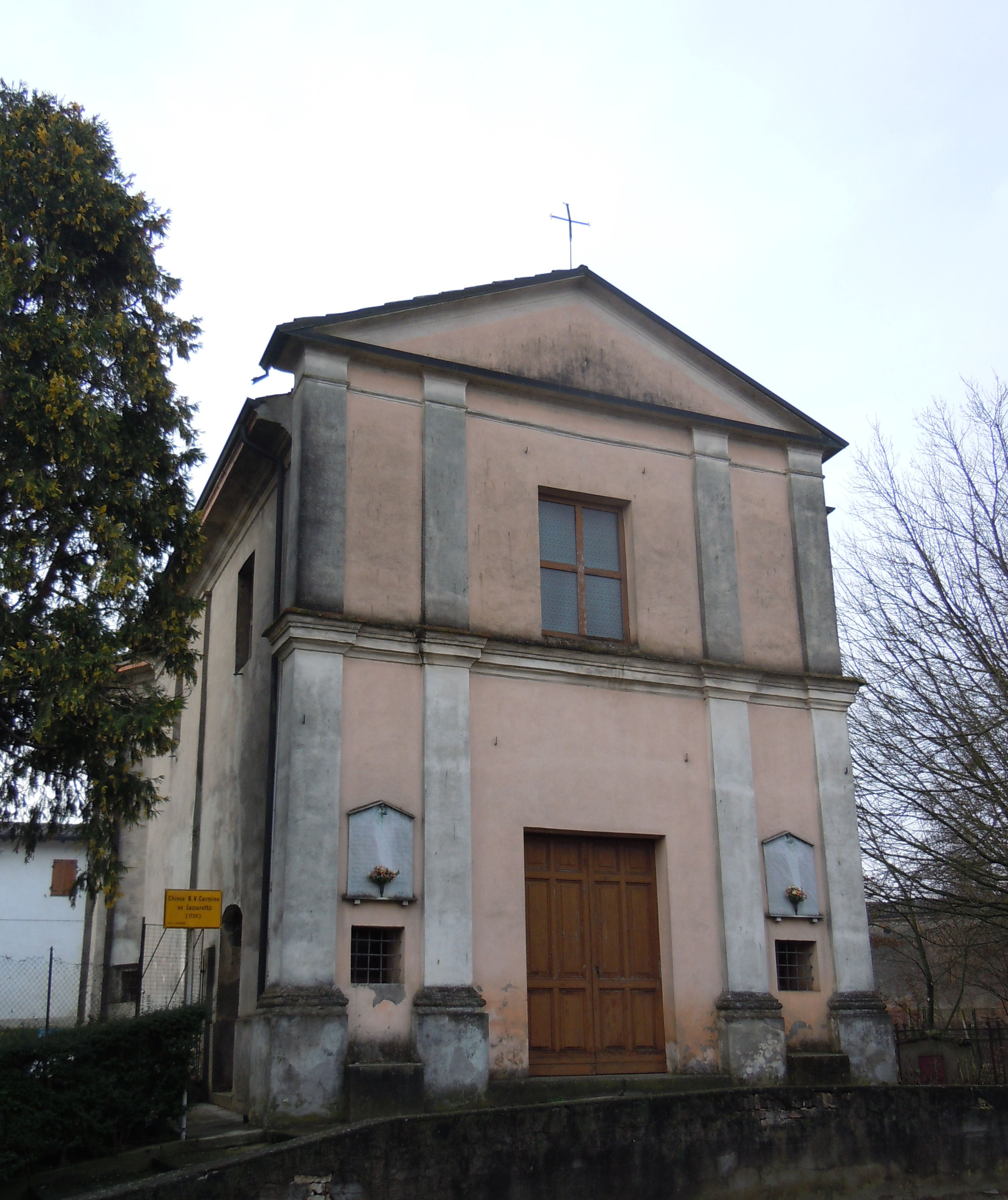
Chiesa della BV del Carmine

- Ponte dei Tre Martiri della Resistenza (Ponte Vecchio)
- Piazza Matteotti (i portici, le scuole)
- Palazzo della Guardia
- Oratorio di San Giuseppe, del 1668
- Oratorio di San Nicolò
- Chiesa della B.V. del Carmine, del 1720
- Passeggiata lungofiume

## Società

### Evoluzione demografica
Abitanti censiti

## Cultura

### Musica
La banda musicale intitolata a Poldino Vecchi ha eseguito concerti in tutta la provincia cremonese e mantovana.

### Cucina
I prodotti gastronomici locali sono: i biscotti "isolini", preparati dai fornai del paese, ed i tortelli di zucca. Nella zona si coltivano le vigne del vino "riboso".

### Eventi

#### Fiera di San Giuseppe
Ultima domenica di aprile. Recentemente rispolverata si caratterizza per la presenza di moto d'epoca, bici d'epoca, manufatti artigianali e specialità culinarie.
Si svolge nei pressi dell'omonimo Oratorio dedicato a San Giuseppe.
Di interesse alcuni giochi storici come il "maj", l'albero della cuccagna.

#### Il Palio delle Contrade
Il secondo fine settimana di settembre, ha luogo nel paese il "Palio delle Contrade", rievocazione dei costumi propri della società bassomedievale di fine Quattrocento, periodo che lascia tracce profonde nella sua storia, in particolare il connubio tra i Dovara e la potente famiglia mantovana dei Gonzaga, i quali durante le visite al borgo, attiravano schiere di figure d'ogni classe sociale.
È stata la volontà dei cittadini di celebrare le tradizioni locali a far nascere, nel 1967, il Palio, al quale partecipano gli abitanti delle quattro contrade in cui è divisa Isola Dovarese, rappresentando ciascuna i simboli e i vessilli che le contraddistinguono: Le gerre, Porta Tenca, S.Giuseppe, S.Bernardino.
Il Palio è organizzato dalla Pro Loco di Isola Dovarese.

### L'altro Risorgimento
Nella magnifica cornice dell'Oratorio di San Giuseppe è stata allestita una mostra, dal giugno all'ottobre 2011, dedicata al generale Francesco Pistoia e al suo ruolo nel risorgimento italiano.

## Economia

### Agricoltura
L'economia del paese si basa sull'agricoltura intensiva delle campagne circostanti e sullo sfruttamento dei prodotti della terra, sono presenti diverse aziende agricole di gestione familiare.

### Industria
In passato fiorivano le manifatture tessili e la produzione di macchinari agricoli, ora le grandi fabbriche sono scomparse. Sono però rimaste numerose piccole imprese che reggono l'economia del borgo. Diverse imprese edili, un mobilificio storico e diverse piccole imprese idrauliche sia industriali che domestiche.

### Ristorazione
Isola Dovarese vanta un ricco panorama gastronomico che rende famoso questo paese in Italia e nel mondo. Una trattoria che cucina i piatti della tradizione isolana, un hotel ristorante ubicato in un palazzo storico e un pub-pizzeria si trovano affacciati su piazza Matteotti.

### Strade

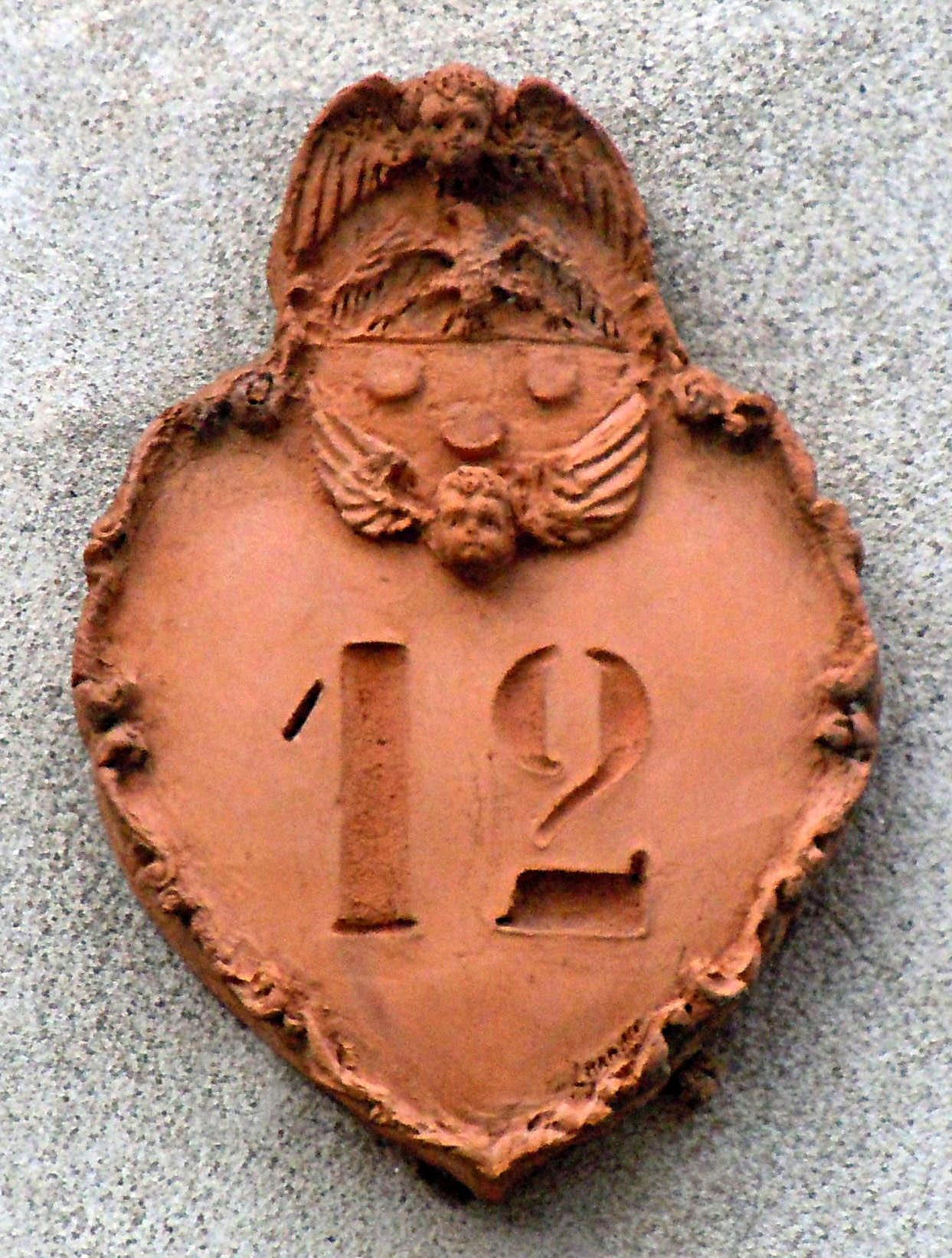
I caratteristici numeri civici delle case

## Infrastrutture e trasporti

### Ferrovie e tranvie
Tra il 1927 e il 1955 Isola Dovarese era servita dalla stazione principale della tranvia Cremona-Asola, gestita in ultimo dalla società Tramvie Provinciali Cremonesi.

## Amministrazione

### Gemellaggi
- Velaux